# Maestà do Louvre (Cimabue)
A Maestà, ou A Virgem e o Menino em Majestade Cercada por Seis Anjos, é uma têmpera sobre madeira, uma pintura religiosa de Cimabue, uma de suas Maestà feita no século XIII, por volta de 1280. É mantido no Museu do Louvre em Paris e foi confiscado como prêmio de guerra em 1813 por Napoleão I durante a ocupação da Itália.

## Temática
A pintura tem o tema cristão tradicional da Virgem Maria e o Menino Jesus sentado em seu colo em um trono com santos, anjos, ou ambos cercando-os por todos os lados. Essa representação particular da Virgem, entronizada e cercada por uma companhia semelhante à corte, é chamada de Maestà, uma representação popular na época.
As pinturas que retratam a Maestà entraram no repertório artístico dominante, especialmente em Roma, no final do século XII e início do século XIII, com uma ênfase crescente na veneração da Virgem Maria. A Maestà foi muitas vezes executada em técnica de afresco diretamente em paredes rebocadas ou como pinturas em painéis de altar.
A Maestà é uma extensão do tema "Sede da Sabedoria" e Maria "Theotokos" (Maria, Mãe de Deus), que é uma contraparte ao ícone de Cristo em Majestade, o Cristo entronizado que é familiar nos mosaicos bizantinos Maria Regina (Maria Rainha) é um sinônimo na História da Arte para a icônica imagem de Maria entronizada com, ou sem, seu Filho

## Descrição
A Virgem Maria, com o Menino Jesus nos braços, sentada em um grande trono arquitetônico, está cercada por sua corte celestial de anjos.
O fundo é de ouro, bem como as auréolas circulares seguindo a estética ainda medieval da pintura bizantina.
A Virgem está vestida de azul, um símbolo da realeza. Ela tem a atitude de uma mãe apoiando o Menino de joelhos, com os braços. Seu olhar é triste.
Os anjos têm rostos semelhantes a longos cabelos cacheados e expressões de uma suavidade velada de tristeza. Eles são alinhados verticalmente, três de cada lado. Os de baixo olham para fora, enquanto os de cima estão voltados para dentro. A cor de suas asas alterna entre o vermelho e o azul.
As roupas da Criança são suntuosas; Ele usa uma fina túnica vermelha coberta com uma capa de cor clara com muitas dobras. Sua mão esquerda segura um filactério.
Podemos ver também que a Criança faz o gesto de bênção.
A moldura é decorada com vinte e seis medalhões representando Cristo, anjos, profetas e santos.
Vasari descreve este retábulo em seu livro As Vidas dos Melhores Pintores, Escultores e Arquitetos.